# 天才小子吉米
《天才小子吉米》（英語：Jimmy Neutron: Boy Genius）是2001年由影片電腦動畫公司製作的一部動畫電影。由约翰A·戴维斯執導和編劇，尼克電影公司製作，派拉蒙影業發行。主要配音員包括黛比·戴瑞貝瑞，帕特里克·斯图尔特，馬丁·肖特，罗布·保罗森和傑佛瑞·賈西亞。

## 角色

### 牛頓家
詹姆斯（吉米）・艾薩克・牛頓／台灣配音：許雲雲
主角。
戈達德／台灣配音：丘台名
吉米發明的機器狗。
休・牛頓
吉米的父親。
茱蒂・牛頓
吉米的母親。
牛頓老奶奶
吉米的奶奶。

### 吉米的朋友・老師等等
卡爾・威澤／台灣配音：丘台名
很害羞的人，是吉米的幫手。
西恩・艾斯特維茲／台灣配音：夏治世
吉米的朋友，天然呆。
辛蒂・弗特克斯／台灣配音：許淑嬪
吉米的朋友。以吉米來說第二聰明的。
莉比・福爾法克斯
溫芙蕾德・法爾老師
尼克・狄恩
山姆
布蘭妮
貝蒂
尼薩

## 評價
電影的評價以正面居多。爛番茄基於76條評論，新鮮度74%，平均評分6.37／10。Metacritic得分65。

## 外部連結
- 互联网电影数据库（IMDb）上《天才小子吉米》的资料（英文）
- 大卡通資料庫上《天才小子吉米》的資料（英文）

- 爛番茄上《天才小子吉米》的資料（英文）
- Metacritic上《天才小子吉米》的資料（英文）
- Box Office Mojo上《天才小子吉米》的資料（英文）
- 豆瓣电影上《天才小子吉米》的資料 （简体中文）